# Det blir jul på Möllegården
Det blir jul på Möllegården var SVT:s julkalender 1980. Gåramålarn spelades av Åke Arenhill som också skrev manus tillsammans med Allan Schulman som också stod för regi och produktion.

## Om serien
Serien var en blandning mellan saga och verklighet och handlade om skånskt julstök under 1870-talet, med slakt och ölbryggning utfört på gården, i kontrast till samtiden när mycket köps i butik. Huvudperson var sjuåriga Sofi, spelad av Mona Lundgren (sedermera gift Andersson), som bodde i Möllegården i nutid, men som mötte den magiske gåramålarn som tog henne med på tidsresor och visade gammaldags julförberedelser. Möllegårdens gårdstomte dök också upp i serien; han spelades av Lasse Pöysti och hans favorituttryck var "– Det kan du slå dig i backen på!". Sofi hade två dockskåp i sitt rum, det ena var ett modernt från Lundby som bara syntes i bakgrunden medan det andra var ett gammaldags dockskåp som hade en viss roll i handlingen, genom att Sofi pratade med dockorna som bodde där.
Scenerna från den gamla gården spelades in på friluftsmuseet Kulturens Östarp och flera biroller och statister var amatörskådespelare hämtade från Smygebygdens gillegrupp.

## Medverkande
- Mona Andersson (dåvarande Lundgren) – Sofi
- Åke Arenhill – gåramålarn
- Lasse Pöysti – gårdstomte
- Ann-Margret Andersson
- Ingvar Andersson
- Jens Formare
- Charlotte Gustafsson

## Papperskalender

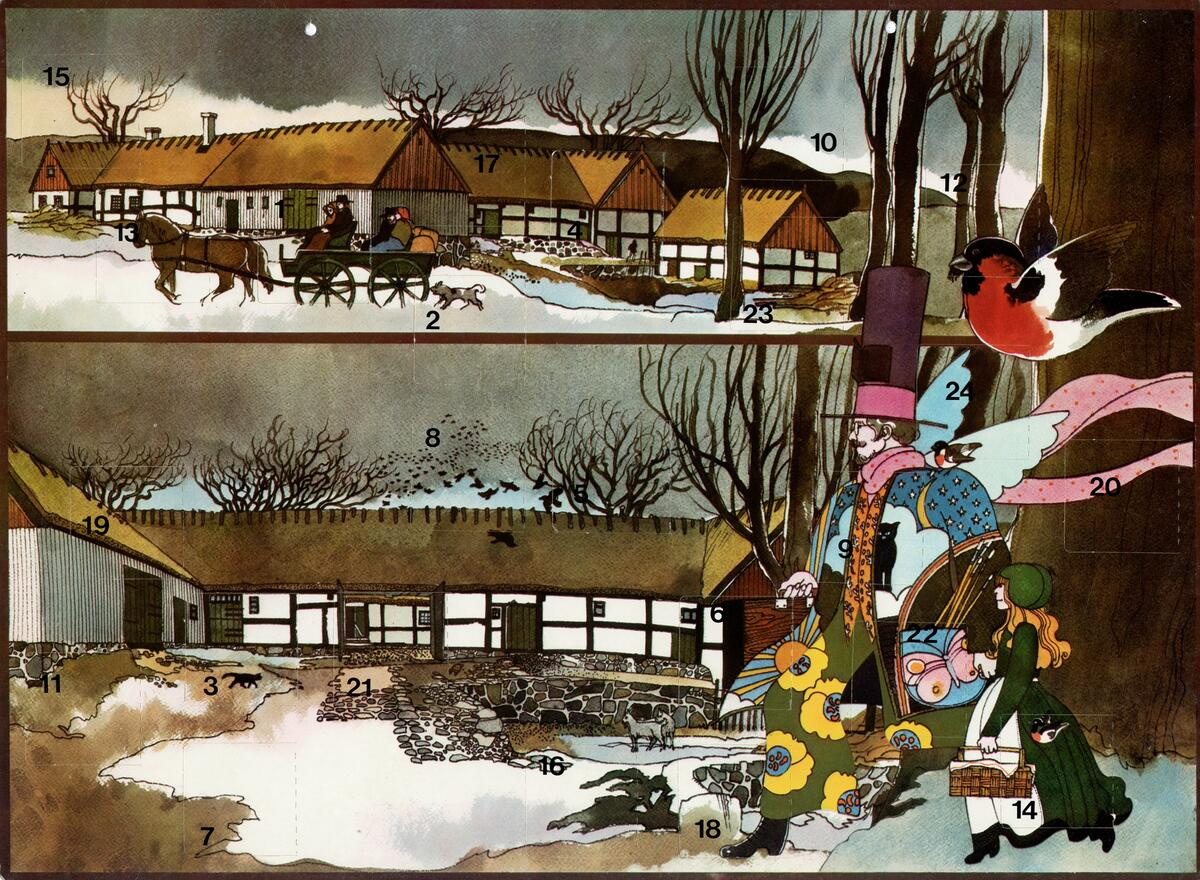
Papperskalendern

Årets papperskalender ritades av Åke Arenhill och föreställer de två gårdarna med gåramålarn i förgrunden till höger tillsammans med Sofi och en domherre.

## Produktion
Serien började spelas in i december 1979.

## Mottagande
Många gillade den här julkalendern för de tyckte det var mycket julstämning, men en del barn skrämdes av vissa slaktscener.

## Distribution
SR utgav 1980 tal och sånger från kalendern på LP och MK, samt boken Sagor från Möllegården, med text av Schulman och illustrationer av Arenhill. Julkalendern har även varit publicerad i sin helhet i SVT:s Öppet arkiv.

### Avsnitt
1. Det blir mycket att göra de närmaste veckorna!
2. I svinottan kommer slaktarn Per Nils
3. Den enes bröd - den andres död
4. Fläskasteg och pressylta och revbensspjäll och grisatassar...
5. Det känns i ryggen när man tröskar
6. Där juleljus stöps ska det va stilla
7. Finast av alla var prosten
8. Ta inte en hustru förrän du sett henne baka
9. Nu är ugnen glohet!
10. Dra sig i håret ger starkt öl...
11. Finns det nån hjälp när kritter blir sjuka?
12. Nu stundar den farligaste natten på året
13. Lussemat mitt i natten
14. Här lyser flitens lampa
15. Man måste ha allting rent till jul
16. Kungens män måste stå vid sitt ord
17. Vädret som beställt att torka tvätt i
18. De ölet kan en ente klaga på!
19. Julhögarna ligger staplade på soffelocket
20. Marknad i stan
21. Med julastången kommer julfriden
22. Nu ska huset bli rent!
23. Julhalm och julbad
24. I Herrens Jesu Kristi namn..[10][11]